# 칩튠

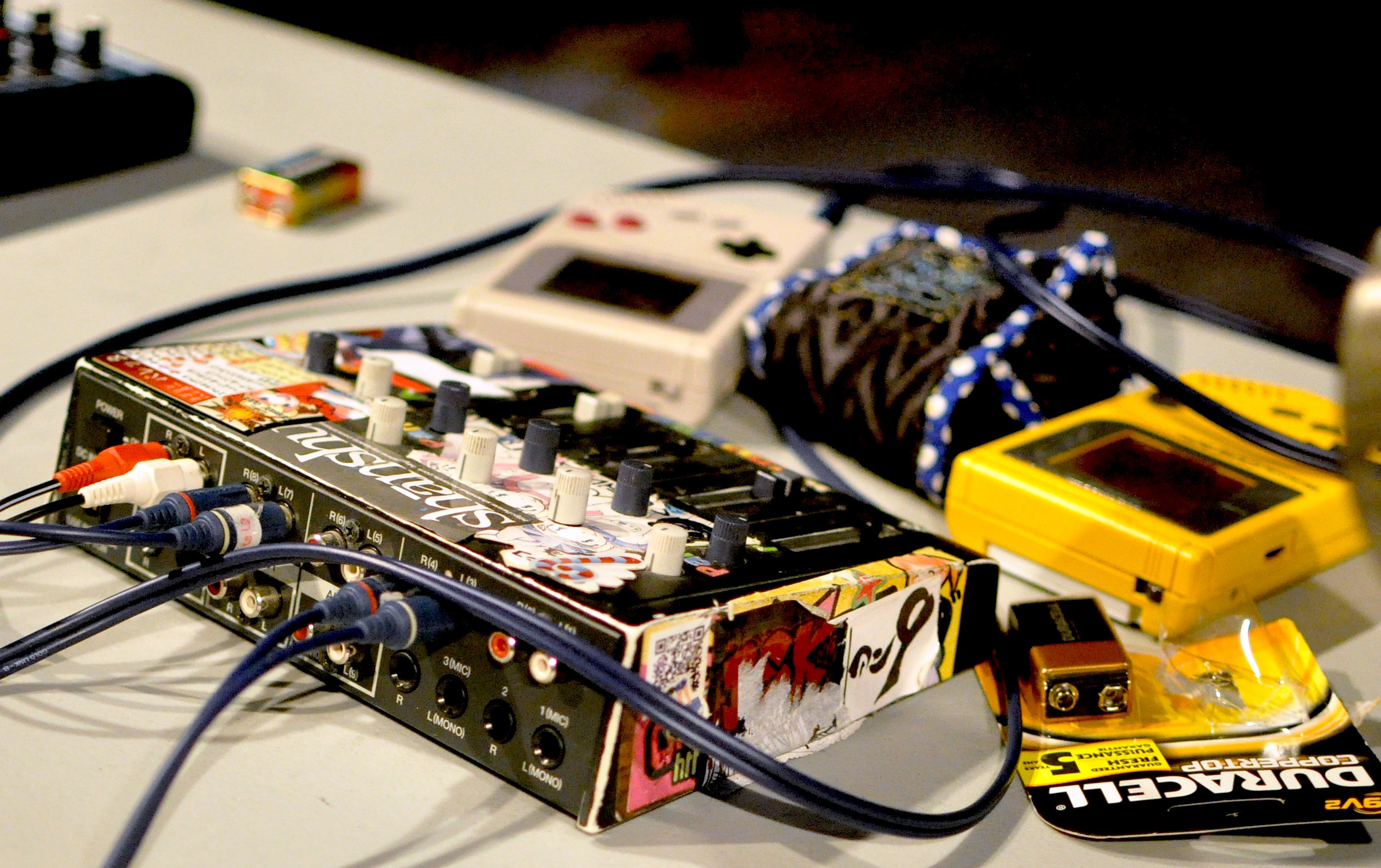
게임보이가 동반된 음악가의 칩튠 설정.

칩튠(chiptune)은 패밀리 컴퓨터로 대표되는 1980년대 게임기의 내장음원 칩으로 만든, 혹은 그와 흡사한 음색(에뮬레이션과 샘플링 포함)으로 만든 곡 혹은 음악 장르를 일컫는다. 비디오 게임 음악 (Video Game Music = VGM)과는 다른 독립적인 언더그라운드 장르다.

## 역사
칩튠의 기원은 1980년대의 컴퓨터 및 게임기의 보급과 함께 형성되었다고 얘기된다. 당시의 음원 칩은 만들 수 있는 파형의 종류가 적고, 동시 발음수에도 제한이 있어 음악을 표현하는 도구로는 적합치 않았다. 하지만 그러한 제한 속에서도 훌륭한 음악을 선보인 것에 감동한 사람, 기술적인 한계에 도전하는 것에 재미를 느낀 사람 등에 의해 칩튠이 탄생했다.
이후 1990년대 중반부터는 컴퓨터와 게임기의 성능이 높아져 다양한 음성 합성이 가능해지자 칩튠은 종래의 게임 음악에서 벗어나 독자적인 음악 장르로 나아가게 되었다. 이후 현재는 8bit 음원칩을 에뮬레이트하거나 음색을 VST로 구현할 수 있게 되어 제작환경도 다양해지며 여러 음악가가 활동하고 있다.

## 제작방법
칩튠의 제작은 크게 실제 기기나 음원칩을 이용하는 방법과 샘플링/에뮬레이팅에 의한 방법 두 가지로 나뉜다. 실제 기기의 경우는 PSG나 FM음원을 탑재한 아타리2600, 게임보이, 닌텐도 DS, 패밀리 컴퓨터, FM 타운즈,  MSX 등을 사용한다. 에뮬레이팅의 경우는 게임기 등의 8bit 하드웨어를 PC상에 에뮬레이트하는 방법, MOD형식의 데이터를 이용하는 방법, Nanoloop나 Little Sound DJ 같은 프로그램을 이용하는 방법, 음색을 구현한 VST 플러그인을 이용하는 방법 등이 있다.

## 대표적인 음악가
- Jean Sebastien Gerard (프랑스)
- 8 Bit Weapon (미국)
- Binärpilot (노르웨이)
- YMCK (일본)
- Pixelh8 (영국)
- Firebrand Boy (영국)
- Sabrepulse (미국)
- Nullsleep (미국, 8bitpeoples 소속)
- Trash80 (미국, 8bitpeoples 소속)
- Bit Shifter (미국, 8bitpeoples 소속)
- hally (일본, VORC의 운영자)
- GOTO80 (스웨덴)
- Dammit! I Lost My Cookies!
- Nordloef (스웨덴)
- Covox (스웨덴)
- Radio Waves Goodbye (영국)
- SIDABITBALL (프랑스)
- gwEm (영국)
- Chibi-Tech (미국)
- Saitone (일본)
- Tanikugu (일본)
- FantomenK (일본)
- slagsmalsklubben (독일)
- sulumi(중국)

## 대표적인 앨범
- REMUZIK

미국 / 2004년 1월 11일 / Intikrec
세계 각국의 칩튠 음악가들의 곡을 담은 컴필레이션 앨범.
- 패밀리 뮤직(ファミリーミュージック)

일본 / 2004년 11월 3일 / 우사기창 레코드
YMCK의 데뷔 앨범으로 미국, 대한민국 등 세계 여러 나라에서 발매되어 절찬받은 칩튠의 대표작.
- FAMILIAR COMPUTING WORLD

일본 / 2006년 8월 23일
이토 토시하루(伊藤俊治)를 중심으로 결성된 프로젝트 그룹 8bit Project의 앨범.
- 8-Bit Operators

미국 / 2007년 2월 6일 / Astralwerks
- ファミソン8BIT

일본 / ファミソン8BIT(2007년 3월 21일), STAGE2(2007년 6월 8일), ファミソン８BIT☆アイドルマスター(2008년 3월 25일 - ) / 5pb.Inc
유명 애니메이션 주제가를 칩튠으로 편곡하여 모모이 하루코가 불렀다. 아이돌 마스터의 곡과 남코의 게임 음악을 결합한 파미송8BIT☆아이돌 마스터 시리즈도 발매중.
- 월면토끼병기 미나 칩튠 컬렉션

일본 / 2007년 7월 4일 / 소니 뮤직,아니플렉스
애니메이션 캐릭터송을 칩튠만으로 만든 최초의 앨범.
- LOWBITFEVER

미국 / 2008년 3월 14일 / Intikrec
세계 각국의 칩튠 음악가들의 곡을 담은 컴필레이션 앨범.
- squarewave surfers ~ memory of 8bit

일본 / 2008년 9월 3일 / GEMMATIKA Records, VORC Records
히트곡을 칩튠으로 편곡한 컴필레이션 앨범.

## 대한민국의 경우
- 공일오비의 일곱 번째 앨범에 수록된 〈처음만 힘들지〉는 대중가요로는 처음 시도된 칩튠이지만 소속사에서는 나노뮤직(Nano Music)이라는 용어로 소개 및 홍보를 했다.
- Move Your Eyes는 8비트 사운드를 접목한 스크리모 밴드임을 표방하고 있다.
- 허밍 어반 스테레오(Humming Urban Stereo) 가 Baby Love 앨범(07.02.08발매)곡중 Hawaian Couple 노래를 YMCK.Ver으로 수록함.

## 같이 보기
- 전자 음악
- 게임 음악
- 키젠
- 패밀리 컴퓨터
- MSX
- PC-FX